# Jàson de Bizanci
|  | Per a altres significats, vegeu «Jàson (desambiguació)». |

Jàson de Bizanci (en llatí Jason, en grec antic Ἰάσων "Jáson") fou un escriptor grec molt poc conegut. Únicament en fa una breu referència Plutarc (de Fluv. 11), que dona el títol de la seva principal obra amb el nom de Τραγικα, i que potser és un error per Θρᾳκικά.